# Mayya Doroshko
Mayya Doroshko, née le 23 avril 1999, est une nageuse synchronisée russe, double championne du monde en 2019.

## Carrière
Lors des World Series de natation synchronisée à Kazan (Russie) en avril 2019, elle fait partie de l'équipe russe qui remporte l'épreuve technique. Quelques semaines plus tard, aux Championnats du monde, elle remporte avec son équipe l'épreuve technique, l’épreuve libre ainsi que le combiné,.